# Danmarks ambassade i Madrid
Danmarks ambassade i Madrid er Danmarks officielle repræsentation i Spanien. Derudover er ambassaden også ansvarlig for Andorra. Ambassaden blev etableret i 1907 og har siden da været en vigtig institution for at fremme det politiske, økonomiske og kulturelle samarbejde mellem Danmark og Spanien. Ambassaden ligger i det centrale Madrid og ledes af en ambassadør, der er udnævnt af den danske regering.
Ambassadens primære opgave er at repræsentere Danmarks interesser i Spanien. Dette indebærer at fremme samarbejdet mellem de to lande, styrke handelsrelationer og kulturelle udvekslinger samt at assistere danske borgere og virksomheder i Spanien.
Den danske ambassade i Madrid har en besætning på 15 medarbejdere og tre praktikanter, der er opdelt i fem afdelinger. Samtidig er to medarbejdere og to praktikanter beskæftiget ved det Danske Handelskontor i Barcelona, som er en del af handelsafdelingen på ambassaden. Samlet set betragtes ambassaden som en mellemstor institution i forhold til andre danske ambassader.
Ambassaden er også ansvarlig for at give konsulære tjenester til danske borgere i Spanien. Dette omfatter udstedelse af pas, nødhjælp i tilfælde af ulykker eller sygdom og anden konsulær assistance. Derudover samarbejder ambassaden tæt med andre danske og nordiske institutioner i Spanien.
Danmarks ambassade i Madrid er også ansvarlig for at fremme det spanske samfund og kultur i Danmark. Ambassaden støtter kulturelle arrangementer og kulturelle udvekslinger mellem de to lande og bidrager til at fremme Spaniens turisme i Danmark.